# مونتانر
مونتانر (به فرانسوی: Montaner) یک کمون در فرانسه است که در Canton of Montaner واقع شده‌است.

## خصوصیات
مونتانر ۱۹٫۱۳ کیلومترمربع مساحت و ۴۵۹ نفر جمعیت دارد و ۲۴۰ متر بالاتر از سطح دریا واقع شده‌است.